# Guillaume (évêque de Rennes)
Pour les articles homonymes, voir Guillaume.
Guillaume (évêque de Rennes)  évêque de Rennes vers 1308 à 1311.

## Contexte
Selon l'abbé Amédée Guillotin de Corson, après la mort de l'évêque Gilles III fin 1308, Alain de Châteaugiron, archidiacre de Rennes, vicaire général du diocèse, chanoine et trésorier de la cathédrale est choisi pour le remplacer mais sa désignation est jugée illégale par l'archevêque de Tours qui nomme un autre prélat, Guillaume. Le pape Clément V envoie en 1310 un message au duc de Bretagne afin de le lui recommander. On ignore s'il meurt ou se démet, mais Alain de Chateaugiron est finalement reconnu évêque légitime en 1311. Toutefois selon par la Gallia Christiana qui dénomme ce prélat Guillemus [II], il succède directement comme 29e évêque de Rennes à Yvo Ier( Yves).